# الاتحاد المصري لنقابات العمال المستقلة
يعد الاتحاد المصري لنقابات العمال المستقلة (يشار إليه أيضًا باسم الاتحاد النقابي المصري المستقل أو اتحاد النقابات العمالية المصرية) أول منظمة نقابية مستقلة منذ الثورة المصرية عام 2011. كانت منظمة العمل في السابق تحت سيطرة الحكومة بالكامل.

## التشكيل
خلال السنوات التي سبقت الثورة، كان العمال يشاركون في إضرابات وأعمال ضد نظام مبارك. اندمجت هذه الأعمال في النهاية مع الثورة نفسها وشكلت الحركة وراء تأسيس الاتحاد. في 30 يناير 2011، كجزء من الاحتجاجات المصرية لعام 2011، أدى اجتماع عُقد في ميدان التحرير إلى تشكيل اتحاد لنقابات العمال المصرية استجابةً لمواجهة سيطرة الدولة الفعالة للاتحاد النقابي المصري.
صدر الإعلان التأسيسي للهيئة الدستورية باسم المنظمات التالية، بالإضافة إلى مجموعات العمال المستقلة المختلفة:
- RETA
- نقابة العمال المتقاعدين
- اتحاد المهنيين الصحيين
- اتحاد المعلمين المستقلين

بالإضافة إلى أحتواء أكثر من 11 ألف لجنة وتنظيم نقابي مستقل في الصناعات و المجالات المختلفة

## التحفيز
كانت أول أعمال الاتحاد الجديد هي الدعوة إلى إضراب عام لدعم مطالب حركة المعارضة بالتغيير، ونشر قائمة بمطالب إصلاح الأجور، وإصلاح الرعاية الاجتماعية، وحقوق العمال، والإفراج عن معتقلي المعارضة. حصلت هذه المطالب على دعم من عدد من المنظمات العمالية على الصعيد الدولي، بما في ذلك الاتحاد الدولي لنقابات العمال، ومؤتمر اتحاد الحرف البريطاني، للمدون أوين تيودور. في يوليو 2011، دعا الاتحاد إلى المقاطعة وسحب الاستثمارات والعقوبات ضد إسرائيل وطرد الهستدروت من الاتحاد الدولي للنقابات العمالية، الذي فاز بدعم من اتحاد نقابات جنوب إفريقيا.